# Jan Decleir

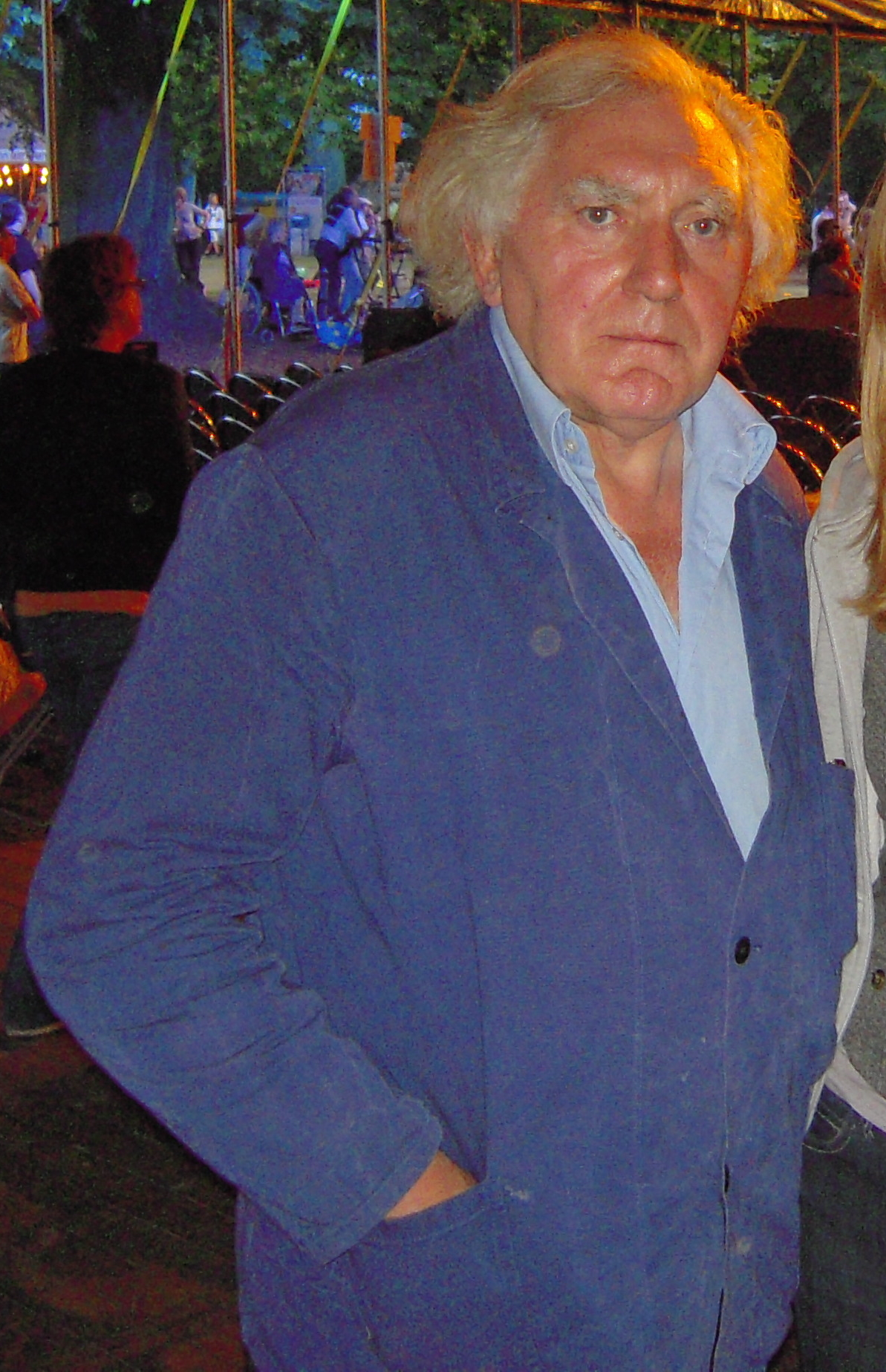
Jan Decleir en agosto de 2009.

Jan Amanda Gustaaf Decleir Niel (Bélgica), 14 de febrero de 1946) es un actor flamenco dedicado a papeles de cine. Comenzó su carrera en el teatro, pero se ganó un público amplio con sus  papeles cinematográficos.

## Carrera
Su debut cinematográfico oficial se considera que fue en 1971 con Mira del director Fons Rademakers, en la que interpretó el papel del  hijo de un campesino, junto a la actriz neerlandesa Willeke van Ammelrooy. En el mundo del teatro se dio a conocer con la obra de teatro Mistero buffo del director italiano Dario Fo. Los telespectadores conocieron a Jan Decleir en 1976 cuando interpretó el papel de Sil de strandjutter (Sil el raquero) [persona que se gana la vida buscando restos de naufragios y otras cosas en las playas] en la serie televisiva con el mismo nombre. 
También para los niños es un actor conocido. Hizo el papel de San Nicolás en el programa para niños ¡Hola San Nicolás! (Dag Sinterklaas) que se emite cada año alrededor del 6 de diciembre, la víspera de San Nicolás. Además, los niños conocen a Jan Decleir como el rey José en la serie juvenil Kulderzipken. 
Otras películas notables en las que Jan Decleir encarnó un papel son Daens (1992), un drama histórico que relata la vida de Adolf Daens, sacerdote católico en Aalst (Bélgica) que luchó por los derechos de los trabajadores y obreros en plena segunda revolución industrial, y la cual fue nominada al premio Óscar a la mejor película de habla no inglesa. También ha interpretado papeles en películas menos conocidas internacionalmente, como Camping Cosmos (1996). 
En 2003 fue el protagonista principal en la película La memoria del asesino (de Zaak Alzheimer), en la que interpretó el papel de Ledda, un importante sicario que empieza a sufrir los efectos del Alzheimer y al que cada vez le es más difícil cumplir con su “trabajo”. 
Jan Decleir obtuvo varios premios por sus interpretaciones cinematográficas. Ganó el premio como mejor actor en el Festival Internacional de Cine de Montreal en 2005 por su papel en Off Screen, del director de cine neerlandés Pieter Kuijpers. Además recibió el premio El becerro de oro (Het Gouden Kalf) en el festival de cine neerlandés en 2003 para su contribución al cine neerlandés. 
También la película Carácter (Karakter), en la que desempeñó el papel principal, recibió el premio Óscar en la categoría “mejor película de habla no inglesa”, así como la película "Antonia". 
Podría haber ganado aún más fama internacional, pero dejó escapar la ocasión de interpretar el papel de desalmado en la película James Bond El mundo nunca es suficiente (The World Is Not Enough) de 1999 porque concedió más importancia a su trabajo en el mundo del teatro. Asimismo se negó a interpretar un papel en Eyes Wide Shut de Stanley Kubrick a causa de obligaciones en el teatro. También declinó una propuesta de Peter Greenaway, un director de cine galés, por obligaciones contraídas  con anterioridad. 
Jan Decleir dirigió varios años el Estudio Herman Teirlinck (Studio Herman Teirlinck), la prestigiosa escuela de arte dramático flamenca, donde introdujo innovaciones muy exitosas. Sin embargo, no pudo impedir que recortes drásticos dificultaran las actividades de la escuela.
El 7 de abril de 2011 recibió un doctorado honorífico de la Universidad de Amberes.